# Adderly
Adderly è una serie televisiva canadese trasmessa in Italia a fine anni '80 e ispirata ai romanzi di Elliott Baker. Il protagonista è V.H. Adderly, le cui iniziali stanno per "Virgil Homer": i genitori, infatti, sono appassionati delle opere di Virgilio e Omero.

## Trama
V.H. Adderly è una spia dell'agenzia I.S.I. (International Security Agency) che si ritrova menomato in seguito a una ferita alla mano sinistra. Viene così assegnato all'ufficio "casi vari", ma è proprio alla sua scrivania che gli si presentano i casi più difficili e disparati. Con l'aiuto della segretaria, Adderly rivela così tutte le sue doti di investigatore salvando la vita al maggiore Jonathan B. Clack con le sue indagini.

## Episodi
| Stagione         | Episodi | Prima TV originale | Prima TV Italia |
| ---------------- | ------- | ------------------ | --------------- |
| Prima stagione   | 22      | 1986-1987          |                 |
| Seconda stagione | 22      | 1987-1988          |                 |